# ソフパル
株式会社ソフパル（英: SOFTPAL Inc.）は、大阪府大阪市中央区に本社を置くアダルトゲーム製作会社。前身は販売会社。ゲームソフト開発事業部の名称として「AMUSE CRAFT」（アミューズクラフト）を用いる。

## ブランド

### 天津堂
天津堂（てんしんどう）は、ゲームソフト販売を行っていたソフパルから設立されたゲーム開発ブランドで、主にSMをテーマとした作品を手掛けている。比較的寡作傾向。
主な作品
- 1992年 - マーシャルエイジ
- 1992年 - やんやんのクイズいっちょまえ
- 1993年 - G.R.
- 1994年 - JINN 〜永遠の勇士〜
- 1994年 - ゴイス
- 1995年 - やんやんの激闘同窓会
- 1996年 - WAVER -The Seeker 2-
- 1998年 - マーシャルエイジ2 悪鬼咆哮
- 1999年 - Stay with… 〜カレンがくれた季節〜
- 2000年 - SMノススメ -The Seeker ZERO-
- 2003年 - あゆみちゃんLABO
- 2004年 - Heavenly Guilt -神のいない街-

### ユニゾンシフト
ユニゾンシフト（UNiSONSHIFT）は、1999年設立。こちらは萌えを重視。他レーベルに比べて数多く作品を発表している。キャラクターデザイン・原画担当としていとうのいぢが所属していることでも知られる。シナリオや音楽は外注が非常に多く市川環や水月陵などが外注として活躍している。また、知名度はのいぢ程ではないが現在フリーランスの原画家・藤原々々の外注参加していたブランドでもある。
主な作品
- 1999年 - Be-reave 〜Primary〜／Be-reave 〜Secondary〜
- 2000年 - Moe 〜萌黄色の街〜
- 2000年 - innocent Eye's
- 2001年 - 胸キュン! はぁとふるCafe
- 2002年 - 忘レナ草 〜Forget-me-Not〜
- 2003年 - こもれびに揺れる魂のこえ
- 2003年 - 胸キュン! はぁと de 恋シ・テ・ル
- 2004年 - こもきゅん!! 〜はぁとに揺れる魂のFANディスク〜
- 2004年 - Peace@Pieces
- 2005年 - WAGA魔々かぷりちお
- 2005年 - わんもあ@ぴぃしぃず
- 2012年 - プリズマティックプリンセス☆ユニゾンスターズ（ブロッサム・アクセントの合作）
- 2017年 - あなたに恋する恋愛ルセット
- 2023年 - 恋かHしかしていない![2]
- 2025年 - 小日向柚月と初夜したいっ! 〜けもみみ神様と湯けむり恋模様〜

#### ユニゾンシフト：ブロッサム
ユニゾンシフト：ブロッサム（UNiSONSHIFT:Blossom）は、ユニゾンシフト内のレーベルとして2005年設立、2006年に第1作を発表。ユニゾンシフト本体が萌え重視であるならば、ブロッサムはさらにそれを追求する方針のようである。音楽は水月陵が主に担当している。
原画は主にいとうのいぢが担当しており、『こもれびに揺れる魂のこえ』や『Peace@Pieces』と設定上のつながりをもつ作品もある。
主な作品
- 2006年 - ななついろ★ドロップス
- 2007年 - ALICE♥ぱれーど 〜二人のアリスと不思議の乙女たち〜
- 2009年 - Flyable Heart
- 2010年 - 君の名残は静かに揺れて
- 2011年 - Flyable CandyHeart
- 2012年 - 時計仕掛けのレイライン -黄昏時の境界線-
- 2013年 - 時計仕掛けのレイライン -残影の夜が明ける時-
- 2015年 - 時計仕掛けのレイライン -朝霧に散る花-
- 2015年 - 時計仕掛けのレイライン Limited Trilogy Box

#### ユニゾンシフト・アクセント
ユニゾンシフト・アクセント（UNiSONSHIFT Accent.）は、ユニゾンシフト内のレーベルとして2005年設立、2006年に第1作を発表。アクセントは萌えに加えて特定のフェチを追究する方針のようである。主に織澤あきふみがキャラクターデザインと原画を担当する。音楽は主にAngel Noteが担当している。
主な作品
- 2006年 - おしえて Re:メイド
- 2007年 - Chu×Chuアイドる
- 2007年 - Chu×Chuぱらだいす 〜Encore Live〜
- 2008年 - ユニティマリアージュ〜ふたりの花嫁〜
- 2009年 - しこたまスレイブ -あるじで姉妹な天使と悪魔-
- 2010年 - Chu×Chuアイドる2 -melodies×memories-
- 2011年 - Chu×Chu! on the move 〜絢爛時空の歌姫祭〜
- 2012年 - おたマ!〜おたく仲間はちっこいマニア〜
- 2013年 - 流星☆キセキ -SHOOTING PROBE-

#### ユニゾンシフト・クレア
ユニゾンシフト・クレア（UNiSONSHIFT CREA）は、2008年設立の新ブランド。
主な作品
- 2008年 - ファンタジカル

### プラチナれーべる
プラチナれーべるは、女性向けのゲームを製作している。『好きなものは好きだからしょうがない!!』シリーズのヒットにより、女性向けゲーム業界を代表するブランドに上り詰めた。

### STRIKES
STRIKES（ストライクス）は、2004年に登場したブランド。「人妻シリーズ」を展開中。
- 2004年 - 陵辱人妻温泉
- 2005年 - 淫乱人妻デパート
- 2006年 - 淫辱人妻女教師
- 2006年 - マル秘人事部凌辱課
- 2007年 - 夜姦診療〜ナース調教カルテ〜
- 2008年 - 凌辱人妻倶楽部
- 2011年 - 夜姦診療 カルテ2〜ナース特別調教〜

### CERES
CERES（セレス）は、2008年に登場したブランド。
- 2008年 - M.E.s -同級生メイド調教-

### Hearts
Hearts（ハーツ）は、2009年に登場したブランド。
- 2010年 - メルクリア 〜水の都に恋の花束を〜
- 2013年 - 恋咲く都に愛の約束を 〜Annaffiare〜
- 2016年 - ナツイロココロログ
- 2017年 - ナツイロココロログ Happy Summer
- 2018年 - 恋するココロと魔法のコトバ

### エレクトリップ
エレクトリップは、2010年に登場した低価格ブランド。MASTERUPが販売協力している。
- 2010年 - 魔法少女アイリス
- 2010年 - 魔法少女イクシア
- 2011年 - 巨乳性奴会長 恥辱の白濁黒タイツ 〜こんな奴のオカズになるなんて!〜
- 2011年 - りとる†びっち -Little Bitch Girls in Hog Farm-
- 2012年 - 不良にハメられて受精する巨乳お母さん
- 2012年 - 淫落痴漢電車
- 2012年 - 愛奈 -あいな-
- 2012年 - りとる天使 〜カナタはみんなのヌキヌキえんじぇる〜
- 2012年 - Mangsta -陵辱風紀委員会-
- 2013年 - 巨乳熟女教師 〜不良にヤられたアラフォー母と学園のアイドル〜
- 2013年 - 豚の如き山賊に捕らわれて処女を奪われる巨乳姫騎士&女戦士 ～絶対チ●ポなんかに負けたりしない!!～
- 2013年 - 爆乳淫乱家庭教師
- 2014年 - りとるドSびっち ～せんせーのこと、いぢめてア・ゲ・ル～
- 2014年 - 爆乳女捜査官 ～淫欲の白濁ぬるぬる尋問～
- 2014年 - 学園の生贄 慰み者と化した巨乳不良少女 ～白濁に侵される褐色&堕肉の狂宴～
- 2014年 - 逆転魔女裁判 ～痴女な魔女に裁かれちゃう～
- 2015年 - エロマッサージ師にハメられた巨乳JK姉妹 ～巧みな施術でダマされて、処女喪失&ナカダシ&トロ顔アクメ～
- 2015年 - 爆乳女将 ～癒され人妻孕ませの湯～
- 2015年 - せんせいあのね… ～寝取られ少女と放課後の体育倉庫～
- 2015年 - 爆乳女将 拡張パック 濃いめ
- 2015年 - 逆転魔女裁判 ～優しい貴穂お姉ちゃんは魔女・痴女・ビッチ～
- 2015年 - 魔法姫士アリカ&リン 乙女に群がる男たちの魔の手「それでも私たちは負けない!!」
- 2015年 - 巨乳魔王の敗北 ～勇者にヤられた魔族の女王と姫君～
- 2015年 - 巨乳姫騎士外伝 ～恥辱のバトルコロシアム～
- 2016年 - 巨乳大魔王のドスケベクエスト ～完全敗北した少年勇者クンUC～
- 2016年 - エンコーJKとサポおぢさん ～ラヴパコ放課後ぶかつどう～
- 2016年 - 爆乳人妻メード ～癒され乳母孕ませの館～
- 2016年 - ちびパイア! ～吸血姉妹とエッチでビッチな同棲性活～
- 2017年 - 妹アナル ～恋するHなピンクのつぼみ～
- 2017年 - 爆乳温泉 ～淫乱女将悦楽の湯篇～
- 2018年 - 爆乳催眠女教師
- 2019年 - 爆乳催眠ナース ～夜姦シフト孕ませ調教～
- 2019年 - 爆乳催眠ナース ～裏モード～
- 2019年 - 爆乳淫魔姉妹 ～となりのお姉さんはサキュバスだった!～
- 2020年 - 爆乳淫辱霊媒師
- 2020年 - 爆乳淫辱霊媒師 ～裏モード～
- 2021年 - 爆乳秘湯奇譚 ～人妻女将の淫欲秘話～
- 2021年 - 爆乳秘湯奇譚 拡張パック 濃いめ
- 2022年 - 爆乳ナース調教 ～夜姦シフト悦楽カルテ～
- 2022年 - 爆乳ナース調教 ～裏モード～
- 2023年 - 爆乳遊廓 ～癒され太夫孕ませの夜鶴～
- 2023年 - 爆乳遊廓 ～ふたなり女子パッチ～
- 2024年 - 爆乳メイド調教 ～夜姦緊縛教育～
- 2024年 - 爆乳メイド調教 ～裏モード～
- 2025年 - 爆乳淫乱ビーチ

### piriri!
piriri!（ピリリ！）は、2013年に登場したブランド。
- 2014年 - きみと僕との騎士の日々 -楽園のシュバリエ-

### Qoobrand
Qoobrand（クーブランド）は、2013年に登場したブランド。
- 2014年 - 魔女こいにっき

### Us:track
Us:track（ユーストラック）は、2015年に登場したブランド。
- 2015年 - 恋×シンアイ彼女

### CRYSTALiA
CRYSTALiA（クリスタリア）は、2017年に登場したブランド。
- 2017年 - 絆きらめく恋いろは
- 2019年 - 絆きらめく恋いろは -椿恋歌-
- 2019年 - 白刃きらめく恋しらべ
- 2020年 - しおんとワンルーム -絆きらめく恋いろはSS-[3]
- 2020年 - 椿とワンルーム -絆きらめく恋いろはSS-[4]
- 2020年 - 紅月ゆれる恋あかり[5]
- 2021年 - 紅葉とワンルーム ～とある夏の一日～ -絆きらめく恋いろはSS-
- 2021年 - 旭とワンルーム ～とある夏の一日～ -絆きらめく恋いろはSS-
- 2022年 - RE:D Cherish![6]
- 2023年 - RE:D Cherish! SS ルージュのワンオペレーション
- 2023年 - RE:D Cherish! SS デスのワンオペレーション
- 2024年 - 刹那にかける恋はなび
- 2024年 - 刹那にかける恋はなびSS 撫子とワンルーム
- 2024年 - 刹那にかける恋はなびSS 小鞠とワンルーム
- 2025年 - -KATANA Project CompleteBox- 煌花絢爛
- 2025年 - CRACK≡TRICK!

### milimili:AMUSE CRAFT EROTICA
milimili:AMUSE CRAFT EROTICA（ミリミリアミューズクラフトエロチカ）は、2015年に登場したブランド。
- 2018年 - エロいもハリケーン! ～アイドルの妹がエロくてエロくてオレの理性に嵐の予感!?～
- 2018年 - エロいもサイクロン! ～渦巻くエロエロは妹を中心に急速拡大中!～
- 2019年 - エロいもタイフーン! ～水も滴るエロエロ妹達と湯けむり温泉ぶらり欲情旅行!～
- 2019年 - ちんかもツインズ! ～ふたごの妹たちに懐かれてるのはわかってたけどまさか恋愛感情に変わるなんて思ってなかった件～
- 2020年 - shin-neko ～再会した妹との新たな関係～
- 2021年 - ちんかもツインズ! 2 〜夏だ! 海だ! ふたごの妹おっぱい対決だ!〜
- 2022年 - 巨乳幽霊さんに癒やされる社畜さんの性活！ 〜えっちなサポートは私におまかせ！〜
- 2023年 - 巨乳オナホ妖怪と田舎ライフもHも満喫生活
- 2024年 - ちょっとナマイキなトイレの花子さん 〜えっちぃ学園のおばけとエロエロ搾精性活〜

### Lom:AMUSE CRAFT EROTICA
Lom:AMUSE CRAFT EROTICA（ロムアミューズクラフトエロチカ）は、2018年に登場したブランド。
- 2018年 - 零れ落ちる少女たち ～パパ活JC快楽堕ちの記録～[7]

### AMUSE CRAFT EROTICA
AMUSE CRAFT EROTICA（アミューズクラフトエロチカ）は、2019年に登場したブランド。
- 2019年 - 幼なじみのお姉ちゃん先生とHでナイショな関係!?
- 2020年 - ギャル子ちゃんとしっぽり温泉旅行 ～Hしまくり三泊四日の旅～
- 2020年 - 緊縛性奴会長 ～カレに知られたワタシの秘密～
- 2021年 - 声に恋して、恋こがれ!
- 2022年 - つまもみ ～欲求不満の奥さんとなし崩しオイルマッサージ～
- 2022年 - 黒ギャル子ちゃんとしっぽり温泉旅行 ～Hしまくり三泊四日の旅～
- 2023年 - 幼なじみお嬢様とHでヒミツな同棲生活
- 2024年 - カノジョの親友にカラダで誘惑されるヒミツの関係
- 2024年 - 勇者さま…♥ 私とHしませんか? ～姫様とHをしないと出られないダンジョンに閉じ込められた件について～

### くまのみそふと
- 2024年 - 転性魔王さまは勇者に勝てない!
- 2025年 - 神様ちゅ～ず! センセー女の子似合ってるよっ!

### アミューズクラフトおんせいぶ
音声作品ブランド。
- 2021年 - 【耳かき・添い寝】ひなたと明莉の癒しのバイノーラルドラマ【声に恋して、恋こがれ】
- 2022年 - 【あま声ささやく恋ぐらし】お姉ちゃん願望が強すぎて俺を甘やかすのが趣味の彼女に徹底的に甘やかされちゃうASMR
- 2022年 - 【あま声ささやく恋ぐらし】一目会った時から妙に懐いてくる小悪魔系ロリ神様に沢山搾り取られちゃうASMR
- 2022年 - 【あま声ささやく恋ぐらし】お姉ちゃん願望が強すぎて俺を甘やかすのが趣味の彼女に徹底的に甘やかされちゃうASMR
- 2023年 - 【あまあまリフレ】いろいろと積極的な彼女のいちゃらぶリフレチャレンジASMR【あま声ささやく恋ぐらし】
- 2023年 - 吸血鬼アイドるが最高にエッチでキュートすぎてどうあがいてもしもべにされちゃうASMR【Chu×Chuアイドる】
- 2023年 - 【パイズリ・添い寝】幼なじみで素直になれないお嬢様とお家デートで添い寝にお風呂に…エッチなことも!【ナツイロココロログ】
- 2023年 - 【耳かき・授乳】恥ずかしがり屋の後輩彼女は先輩をとことん甘やかしてエッチも頑張ります!【ナツイロココロログ】

### その他
何れもホームページは残存しているが、ソフパルのトップリンクからは外されている。
TEAM POPUP
2000年に『彼方の森』1作品のみを発売したブランド。
specious
1999年に『パラダイス パラドックス』1作品のみを発売したブランド。